# Мартина (Савона)
Мартина је насеље у Италији у округу Савона, региону Лигурија.
Према процени из 2011. у насељу је живело 95 становника. Насеље се налази на надморској висини од 497 м.